# José Casares Gil
Pour l’article homonyme, voir Casares (homonymie).
José Casares Gil est un chimiste et pharmacologue espagnol, né le 10 mars 1866 à Saint-Jacques-de-Compostelle et mort dans la même ville le 21 mars 1961, surtout connu pour avoir été le rénovateur des études chimiques en Espagne.

## La carrière

### Barcelone
Issu d’une famille d’universitaires, José Casares Gil obtient, en 1884, sa licence en pharmacie à l’université de Saint-Jacques-de-Compostelle et, en 1886, sa licence en chimie à l’université de Salamanque. Son père, Antonio Casares Rodríguez, occupe la chaire de chimie de Saint-Jacques-de-Compostelle et son oncle, Ramón Gil, y enseigne la physique. Casares Gil s’intéresse d’abord plus particulièrement à l’optique. Sa parentèle lui facilite l’accès aux cabinets d’étude et aux laboratoires de recherche et il obtient par concours, en 1888, à l’âge de vingt-deux ans, la chaire de physique technique et de chimie analytique récemment créée à la faculté de pharmacie de l'université de Barcelone.
Lors d’un premier séjour à Munich, en 1896, Casares Gil prend contact avec les méthodes de recherche que les Allemands ont alors si merveilleusement perfectionnées. Il travaille sous la direction d’Adolf von Baeyer. Il découvre les théories nouvelles de Friedrich Kekulé. Il fait la connaissance de Richard Willstätter et de Heinrich Wieland, condisciples avec lesquels il noue des liens d’amitié qu’il conservera toute sa vie. Lors d’un deuxième séjour à Munich, deux ans plus tard, il travaille avec Johannes Thiele sur le styrol, et avec Franz von Soxhlet sur les applications agricoles des procédés de la chimie analytique. Désireux de compléter sa formation, il se rend l’année suivante à Paris auprès d’Henri Moissan, découvreur du fluor et auteur de brillantes études sur les basses et les hautes températures.
Les connaissances qu’il a acquises pendant ses séjours en Europe inspirent à Casares Gil la leçon inaugurale, demeurée célèbre, de son cours de l’année 1900-1901 à Barcelone. Il y attire l’attention des pouvoirs publics sur la nécessité de moderniser l’étude et l’enseignement de la chimie en Espagne. Nombre de ses collègues d’autres universités abondent dans son sens et il se crée, grâce à cette première intervention, un climat propice au changement.
En 1902, Casares Gil part pour les États-Unis. Il y séjourne un an. Cette expérience le déçoit. Il constate que le niveau de l’enseignement est beaucoup moins élevé outre-Atlantique qu’en Europe. Cependant, la rencontre, à New York, d’Alexander Smith (en), avec lequel il travaille à l'isolation des métaux nobles et des terres rares, vient compenser cette mauvaise impression.

### Madrid
En 1905, la chaire de physique technique et de chimie analytique de Barcelone est transférée à l’université complutense de Madrid. Casares Gil en reste le titulaire. La même année 1905, il est élu sénateur par l’université de Saint-Jacques-de-Compostelle, mandat qu’il conservera jusqu’en 1919, et il est reçu membre de l'Académie des sciences en 1911.
En 1920, Casares Gil séjourne de nouveau en Allemagne où il passe un an auprès de Richard Willstätter. Les deux autres voyages qu’il entreprend dans les Amériques sont bien différents du premier séjour aux États-Unis. En 1924, il parcourt l’Amérique du Sud et l’Amérique centrale, donnant dans plusieurs pays une série de cours et de conférences qui renforcent un prestige déjà bien établi. Il se rend ensuite aux États-Unis et au Canada, à la tête d’une délégation envoyée par le Comité pour la construction de la cité universitaire de Madrid (es).
Casares Gil tient la chaire de chimie analytique de Madrid jusqu’à sa retraite, en 1936. Après la Guerre civile, il reprend ses recherches et les poursuit jusqu’à un âge très avancé. Élu président de l’Académie des sciences le 24 janvier 1940, il le reste jusqu’au 11 juin 1958.

## L'œuvre

### Le chercheur
Casares Gil fut d'abord un chercheur. Pourtant, son œuvre proprement scientifique comprend peu de titres. Soixante-quatorze publications se répartissent entre dix-sept manuels scolaires (y compris les rééditions), trente-six conférences ou articles de vulgarisation (dont des biographies de savants) et seulement une vingtaine de comptes rendus de travaux de recherche originaux, d’importance d’ailleurs très inégale.
Parmi les douze articles consacrés à l’analyse d’eaux, certains, notamment ceux consacrés à la détection du fluor ou du brome, ne se contentent pas d’appliquer d’anciens procédés : ils les améliorent ou en proposent de nouveaux. Les publications sur le fluor principalement (cinq titres) marquent d'importants progrès dans les méthodes de détermination de cet élément. Les autres articles, publiés en collaboration, sont consacrés à l'acide naphtalique et à l'acide thiosulfurique.

### Le professeur
Casares Gil fut donc professeur plus que chercheur. Si ses publications ont été peu nombreuses, la portée de son enseignement, en revanche, a été considérable. C'est par exemple à son initiative que sont créés à l'université complutense de Madrid, en 1917, un laboratoire de travaux pratiques de synthèse des médicaments qui embrassent une grande partie de la chimie organique de l’époque, et, en 1920, à l'initiative de José Rodríguez Carracido (es) et d'Antonio Madinaveitia, un cours de chimiothérapie dont son collègue et ami Ernest Fourneau occupe la chaire pendant les deux premières années. Cours et travaux pratiques seront réunis dans un ouvrage paru en 1921.
Plusieurs générations de chimistes et de pharmacologues ont été ainsi formées à l'école de Casares Gil, apprenant, dans ses cours ou dans ses manuels toujours impeccablement mis à jour, les méthodes les plus modernes de l'analyse chimique.

### Le réformateur
Casares Gil, enfin, fut réformateur au moins autant que professeur, à moins que ces deux activités ne doivent être confondues. Dans sa vieillesse, il jugeait que ses occupations politiques avaient nui à son œuvre scientifique. Il est vrai qu’il s’est beaucoup donné à l’amélioration de l’enseignement et de la recherche dans son pays. Fort de sa propre expérience et avec une vigueur et une constance remarquables, il a défendu l’idée que l’État doit contribuer à former les professeurs et les étudiants par l’octroi de bourses de séjours à l’étranger. Dans cette optique, il s’est efforcé de promouvoir l’apprentissage des langues étrangères chez les étudiants en sciences. Si l’on tient compte du fait que Casares Gil est également l’un des fondateurs de la Société espagnole de physique et de chimie (es), on doit reconnaître qu’un pan essentiel de son œuvre a été la modernisation des institutions scientifiques en Espagne.

### Ouvrages de synthèse
- 1897 : Elementos de análisis químico cualitativo mineral, Barcelona, Tipo-litografía de José Espasa y compañía, 151 p.
- 1908-1932 : Tratado de técnica física, Madrid, Librería General de Victoriano Suárez, 1932, 4e éd. (1re éd. 1908), 651 p. (Lire en ligne le texte intégral de la 2e édition (1916).)
- 1911-1933 : Tratado de análisis químico, t. 1 : Analisis cualitativo mineral, Madrid, Librería General de Victoriano Suárez, 1933, 4e éd. (1re éd. 1911).
- 1912-1935 : Tratado de análisis químico, t. 2 : Análisis cuantitativo, Madrid, Librería General de Victoriano Suárez, 1935, 4e éd. (1re éd. 1912).
- 1917 : Tratado de química elemental y nociones de análisis cualitativo mineral, Madrid, impr. Eduardo Arias, 699 p.

### Sur Casares Gil
- (es) Siro Arribas Jimeno, Introduccion a la historia de la química analítica en España (conférence prononcée au 6e congrès national de chimie analytique), Université d'Oviedo, juillet 1985, 60 p. (lire en ligne), p. 33.
- (gl) Manuel R. Bermejo Patiño, « Xosé Casares Gil : A súa vida e a súa obra », Galicia Química, vol. 3l,‎ 1991, p. 32.
- (gl) Manuel R. Bermejo Patiño et Xosé Ramón Fandiño Veiga, « José Casares Gil », Álbum da ciencia, Consello da cultura galega,‎ 7 juin 2013 (lire en ligne).
- (gl) Fernando Burriel Martí, « Nota biográfica del Excmo. Sr. D. José Casares Gil », An. Quím., vol. 43,‎ 1947.
- (es) Román Casares, « Recuerdos de una vida : José Casares Gil », dans Monografías Beecham, no 34, Madrid, 1987.
- (gl) Rafael Roldán y Guerrero, « Necrología : Excmo. Sr. D. José Casares Gil », Boletín de la Soc. Esp. de Hist. de la Farmacia,‎ 1961.
- (es) José Santiago Sanmartín Míguez (dir.), De pharmaceutica scientia : 150 años de la Facultad de Farmacia (1857-2007), université de Saint-Jacques de Compostelle, 2007 (lire en ligne), « José Casares Gil », p. 339.
- (es) Ignacio Suay Matallana et José Ramón Bertomeu Sánchez (dir.), Análisis químico y expertos en la España contemporánea : Antonio Casares Rodríguez (1812-1888) y José Casares Gil (1866-1961) (thèse de doctorat en sciences), Université de Valence, 2014 (lire en ligne), « Obras publicadas por José Casares Gil », p. 380-393.

### Sources
- (es) Cet article est partiellement ou en totalité issu de l’article de Wikipédia en espagnol intitulé « José Casares Gil » (voir la liste des auteurs).

- (ca) Cet article est partiellement ou en totalité issu de l’article de Wikipédia en catalan intitulé « José Casares Gil » (voir la liste des auteurs).
- L'article en catalan est lui-même, pour l'essentiel, une traduction de (es) Tomás Fernández et Elena Tamaro, « Biografia de José Casares Gil », dans Biografías y Vidas : La enciclopedia biográfica en línea [Internet], Barcelone, 2004 (lire en ligne).